# Municipio de Staples
El municipio de Staples (en inglés: Staples Township) es un municipio ubicado en el condado de Todd en el estado estadounidense de Minnesota. En el año 2010 tenía una población de 627 habitantes y una densidad poblacional de 7,15 personas por km².

## Geografía
El municipio de Staples se encuentra ubicado en las coordenadas 46°18′47″N 94°50′58″O / 46.31306, -94.84944. Según la Oficina del Censo de los Estados Unidos, el municipio tiene una superficie total de 87.64 km², de la cual 86,41 km² corresponden a tierra firme y (1,4 %) 1,23 km² es agua.

## Demografía
Según el censo de 2010, había 627 personas residiendo en el municipio de Staples. La densidad de población era de 7,15 hab./km². De los 627 habitantes, el municipio de Staples estaba compuesto por el 97,45 % blancos, el 0,96 % eran amerindios, el 0,64 % eran asiáticos, el 0,48 % eran isleños del Pacífico y el 0,48 % eran de una mezcla de razas. Del total de la población el 1,44 % eran hispanos o latinos de cualquier raza.